# شيرو ساغيسو
شيرو ساغيسو (鷺巣詩郎 ساغيسو شيرو) هو موسيقي ياباني ولد في 29 أغسطس 1957 في سيتاغايا، طوكيو.

## أعماله في السينما اليابانية
- فيلم هجوم العمالقة
- شين غودزيلا

## أعماله في الأنمي

### مسلسلات أنمي تلفزيونية
- أتاكر يو!
- الماسة الزرقاء
- كيماغوري أورينج رود
- نيون جينيسيس إيفانجيليون
- كاري كانو
- قطاع التسوق السحري أبينوباشي
- بليتش
- بليتش: حرب دماء الألف عام
- سكال مان
- ماغي: The Labyrinth of Magic
- ماغي: The Kingdom of Magic
- بلاك بوليت
- بيرسيرك (2016)
- إس إس إس إس.غريدمان
- إس إس إس إس.داينازينون

### أوفا أنمي
- غنمو سنكي ليدا
- أوشيو وتورا (من الحلقة 1 إلى الحلقة 6)
- ماكروس II
- جناح غارزي
- بليتش: ميموريز إن ذا راين
- بليتش: ذا سيلد سورد فرينزي
- ميغازون 23 (الأجزاء I-II)

### أفلام أنمي
- أي سيتي
- كيماغوري أورينج رود
- الماسة الرزقاء
- إيفانجيليون: الموت والبعث
- نهاية إيفانجيليون
- إيفانجيليون: 1.0 أنت (لست) وحيدا
- إيفانجيليون: 2.0 أنت (لا) تستطيع التقدم
- إيفانجيليون: 3.0 أنت (لا) تستطيع الإعادة
- إيفانجيليون: 3.0+1.0
- فيلم بليتش: ميموريز أوف نوبودي
- فيلم بليتش: ذا دياموند داست ريبيليون, هيورينمارو آخر
- فيلم بليتش: فيد تو بلاك, أنادي اسمك
- فيلم بليتش: ذا هل فيرس
- سلسلة أفلام بيرسيرك: العصر الذهبي
  - بيرسيرك: العصر الذهبي I بيضة الحاكم
  - بيرسيرك: العصر الذهبي II معركة دولدراي
  - بيرسيرك: العصر الذهبي III النزول

## وصلات خارجية
- شيرو ساغيسو على موقع IMDb (الإنجليزية)
- شيرو ساغيسو على موقع ألو سيني (الفرنسية)
- شيرو ساغيسو على موقع ميوزك برينز (الإنجليزية)
- شيرو ساغيسو على موقع أول موفي (الإنجليزية)
- شيرو ساغيسو على موقع أول ميوزيك (الإنجليزية)
- شيرو ساغيسو على موقع ديسكوغز (الإنجليزية)
- شيرو ساغيسو على موقع قاعدة بيانات الفيلم (الإنجليزية)
- شيرو ساغيسو على موقع كينوبويسك (الروسية)
- شيرو ساغيسو على موقع ANN person (الإنجليزية)